# Gare de Reuilly (Indre)
Ne doit pas être confondu avec Gare de Reuilly (Paris).
La gare de Reuilly est une gare ferroviaire française, de la ligne des Aubrais - Orléans à Montauban-Ville-Bourbon, située sur le territoire de la commune de Reuilly, dans le département de l'Indre, en région Centre-Val de Loire.
Elle est mise en service en 1888 par la Compagnie du chemin de fer de Paris à Orléans (PO).
C'est une halte voyageurs de la Société nationale des chemins de fer français (SNCF) desservie par les trains du réseau TER Centre-Val de Loire.

## Situation ferroviaire
Établie à 116 mètres d'altitude, la gare de Reuilly est située au point kilométrique (PK) 220,306 de la ligne des Aubrais - Orléans à Montauban-Ville-Bourbon, entre les gares ouvertes de Vierzon-Forges et de Sainte-Lizaigne. Elle est séparée de ces deux gares respectivement par les gares fermées de gare de Chéry - Lury et de gare de Diou.

## Histoire
Au début des années 1840, le conseil municipal de Reuilly demande qu'une station soit établie dans son chef-lieu et que la ligne passe sur la rive gauche des rivières de l'Arnon et de la Théols.
La station de Reuilly est mise en service le 13 août 1888 par la Compagnie du chemin de fer de Paris à Orléans. Cette même année, la recette de la station est de 6 328 francs.
Le bâtiment voyageurs a été détruit pendant la Seconde Guerre mondiale, puis reconstruit. Aujourd'hui celui-ci est fermé [réf. souhaitée][pourquoi ?].

### Fréquentation
La fréquentation de la gare est détaillée dans le tableau ci-dessous :
| 2014   | 2015   | 2016   | 2017   | 2018   | 2019   | 2020   | 2021   | 2022   | 2023   |
| ------ | ------ | ------ | ------ | ------ | ------ | ------ | ------ | ------ | ------ |
| 19 807 | 20 358 | 18 211 | 18 483 | 18 355 | 21 607 | 18 104 | 25 018 | 33 387 | 30 196 |

## Service des voyageurs

### Accueil

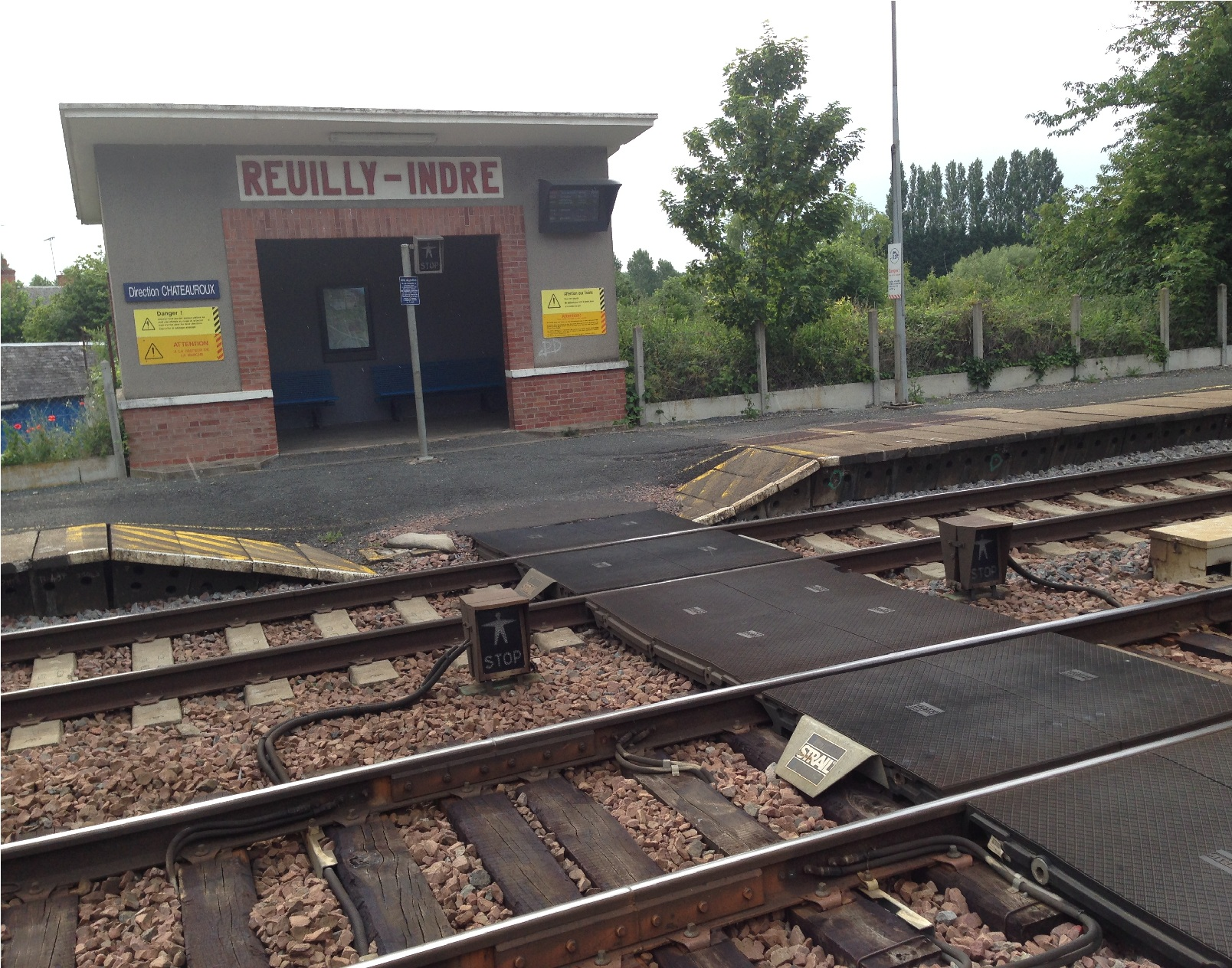
L’abri pour voyageurs du quai pour Châteauroux.

Halte SNCF, c'est un point d'arrêt non géré (PANG) à entrée libre.
Elle est équipée de deux quais latéraux : le quai 1 (voie 2) mesure 122 m de long  et le quai 2 (voie 1) mesure 327 m de long. Les deux quais possèdent un abri voyageurs et le changement de quai se fait par un passage à niveau ou par un platelage posé entre les voies (passage protégé).

### Desserte
Reuilly est desservie par des trains TER Centre-Val de Loire, qui circulent entre Orléans, Vierzon, Châteauroux et Limoges.

### Intermodalité
La gare est desservie la ligne U du Réseau de mobilité interurbaine et par la ligne 1.3 du réseau d'autocars TER Centre-Val de Loire.
Un parc de stationnement pour les véhicules motorisés (12 places) et les vélos y est aménagé.